# Beluk (Belik)
Beluk is een bestuurslaag in het regentschap Pemalang van de provincie Midden-Java, Indonesië. Beluk telt 9513 inwoners (volkstelling 2010).